# Радимов, Владислав Николаевич
Владисла́в Никола́евич Ради́мов (род. 26 ноября 1975, Ленинград) — российский футболист, полузащитник, футбольный тренер и функционер. Выступал за сборную России (1994—2006). Заслуженный мастер спорта России (2008).

## Биография
Жили в коммуналке на Моховой, там стояли трёхэтажные дома. Одиннадцать семей, 36 человек. С одним туалетом. Этажом ниже квартировал Спиваков, знаменитый дирижёр. Рядом с нами — вор в законе, один из главных «щипачей» Ленинграда.

Занимался фехтованием. Начал заниматься футболом в возрасте девяти лет в футбольной школе «Смена». Первый тренер — Марк Абрамович Рубин. Во взрослом футболе дебютировал в команде 4-й зоны второй лиги «Смена-Сатурн», где провёл один матч в 1992 году.

### Клубная карьера
В 1992—1996 годах выступал за ЦСКА. Забил свой первый гол 13 мая 1993 года в возрасте 17 лет 169 дней.
После чемпионата Европы 1996 отправился в испанский клуб «Реал Сарагоса», который перед этим выиграл Кубок обладателей кубков УЕФА. Свой переход Радимов объяснял тем, что ему надоело выходить играть против таких команд, как «Тюмень» или «Уралмаш». В первом сезоне был игроком основы, однако затем в стартовый состав своей команды перестал попадать. В это время выучил испанский язык.
В 1999 году был отдан в аренду в московское «Динамо». О полугоде, проведённом в этой команде, Радимов вспоминать не любит. Стал финалистом Кубка России 1998/1999. В финале «Динамо» уступило «Зениту» 1:3.
Далее на полгода вернулся в Испанию, практически не играл, затем перешёл в болгарский клуб «Левски» (София). Там, поиграв полгода, стал чемпионом Болгарии.
Летом 2001 года перешёл в самарский клуб «Крылья Советов». По его собственному признанию, уже был готов закончить футбольную карьеру, однако, в Самаре нашёл свою команду, стал её лидером и капитаном. Радимов, обладая вспыльчивым характером, мог подвести команду своим удалением в самый неподходящий момент. Так и случилось в июле 2002 года, когда «Крылья Советов» в рамках Кубка Интертото встречались с голландской командой «Виллем II», и на 88-й минуте встречи, Радимов, поддавшись на провокацию соперника, был удалён. Несдержанность капитана привела к тому, что президент клуба Герман Ткаченко нашёл в Бразилии замену Радимову в лице Соузы, который также был центральным полузащитником. На итоговой пресс-конференции после окончания сезона главный тренер «Крыльев» Александр Тарханов выразил неудовлетворение игрой Радимова в сезоне.
Новым клубом Радимова оказался петербургский «Зенит». Его трансфер, составивший по неофициальным данным 1,4 миллиона долларов, оказался самым дорогим в истории команды на тот момент времени. В «Зените» играл под номером 2. Дебютировал в матче 3-го тура чемпионата России 2003 года против «Ростова» (0:0). В составе «Зенита» был капитаном команды. До него капитаном был Алексей Игонин, который покинул «Зенит» после прихода в клуб Властимила Петржелы. В 2003 году команда завоевала серебряные медали и выиграла Кубок российской премьер-лиги, а сам Радимов стал лучшим бомбардиром турнира, забив 4 гола. В феврале 2007 года Радимов был лишён Диком Адвокатом капитанской повязки за драку с Фернандо Риксеном. Новым капитаном стал Анатолий Тимощук. В июне 2007 года забил гол в ворота «Спартака» из Нальчика — последний в карьере. В конце лета 2007 года окончательно потерял место в основном составе. По итогам 2007 года стал чемпионом России. В марте 2008 года вышел на 81-й минуте в матче с «Олимпик Марселем» в рамках 1/8 финала Кубка УЕФА, при счёте 0:3 в пользу французов, и на 85-й минуте начал голевую атаку, завершившуюся голом Андрея Аршавина. В матче за Суперкубок России 2008 года получил красную карточку от главного арбитра матча Юрия Баскакова, сидя на скамейке запасных, за перепалку с уже удалённым игроком «Локомотива» Дмитрием Торбинским. «Зенит» выиграл тот матч со счётом 2:1. Через два месяца в Манчестере Радимов вместе с «Зенитом» выиграл Кубок УЕФА. Последний раз вышел на поле стадиона «Петровский» в августе 2008 года в матче с «Тереком», который «Зенит» выиграл со счётом 3:1. Последним матчем Радимова в карьере стала игра за Суперкубок УЕФА против «Манчестер Юнайтед» 29 августа 2008, в котором он вышел на замену на 71-й минуте матча при счёте 2:0 в пользу «Зенита» на позицию опорного полузащитника. Смог закрыть при подаче угловых и штрафных Рио Фердинанда. В итоге «Зенит» выиграл 2:1, а Радимов и Александр Горшков завершили карьеру взятием Суперкубка Европы.

### В сборной
В сборной России дебютировал в 1994 году, участник чемпионата Европы 1996 в Англии. В 1994—1998 годах провёл 24 матча, забил два гола. Вновь был вызван в сборную после пятилетнего перерыва в сентябре 2003 новым тренеров Георгием Ярцевым, за год сыграл 8 встреч, забил один гол. Последний матч провёл 16 августа 2006 года.

### Карьера функционера и тренера
В январе 2009 года был назначен начальником команды клуба «Зенит», а его номер 2 взял себе Александр Анюков.
12 апреля 2009 года Радимов вместе с Александром Горшковым прошёл круг почёта по стадиону «Петровский» в перерыве матча чемпионата России с пермским «Амкаром».
19 апреля 2009 года «Зенит» нарушил лимит на легионеров в матче с московским «Локомотивом». На 81-й минуте Павла Погребняка заменил Фатих Текке. Вину за этот инцидент Радимов взял на себя.
10 апреля 2011 года «Зенит» нарушил регламент чемпионата России по футболу, по которому в заявке на матч (с московским ЦСКА) должен находиться один «доморощенный игрок» — воспитанник клуба, родившийся не раньше 1990 года. На Владислава Радимова, как начальника команды, была возложена ответственность за данное нарушение. На следующий после матча день он был снят с должности начальника команды. Был назначен помощником тренера молодёжной команды «Зенит».
В сезоне 2013/14 был назначен главным тренером вновь созданной второй команды «Зенита», заявленной в первенство ПФЛ. В следующем сезоне команда заняла 2 место и была переведена в ФНЛ, где дважды занимала 13 место. Возглавлял сборную ФНЛ в товарищеском матче со сборной итальянской серии Б 2 декабря 2015 года в рамках традиционной серии из ежегодных международных контрольных встреч в конце календарного года, проводящихся с 2011 года.
Перед сезоном 2017/18, после смены руководства клуба, был назначен на должность координатора футбольных команд «Зенита».
4 сентября 2018 года после неудачного старта «Зенита-2» в ФНЛ — одно очко в девяти матчах — вновь стал главным тренером команды, сменив Александра Горшкова.
3 октября 2022 года был уволен с поста тренера «Зенита-2» и назначен советником генерального директора «Зенита» по развитию молодёжного футбола.
В конце июня 2023 года стал главным тренером медиафутбольной команды «Чисто Питер», созданной «Зенитом». В июле 2024 года покинул эту должность, оставшись в клубе.

## Достижения

### Командные
«Левски»
- Чемпион Болгарии: 2000/01

 «Зенит»
- Обладатель Кубка премьер-лиги: 2003
- Серебряный призёр чемпионата России: 2003
- Чемпион России: 2007
- Обладатель Суперкубка России: 2008
- Обладатель Кубка УЕФА: 2007/08
- Обладатель Суперкубка УЕФА: 2008

### Тренерские
«Зенит-2»
- Серебряный призёр Первенства ПФЛ: 2014/15 (зона «Запад»), 2020/21 (группа 2)
- Бронзовый призёр Первенства ПФЛ: 2019/20 (зона «Запад»)

### Личные
- Заслуженный мастер спорта России (2008)
- В списках 33 лучших футболистов чемпионата России (2): № 1 (1994, 1995)
- Лучший бомбардир Кубка премьер-лиги: 2003

## Статистика выступлений
| Клуб             | Сезон            | Лига | Лига | Кубки | Кубки | Еврокубки | Еврокубки | Итого | Итого |
| Клуб             | Сезон            | Игры | Голы | Игры  | Голы  | Игры      | Голы      | Игры  | Голы  |
| ---------------- | ---------------- | ---- | ---- | ----- | ----- | --------- | --------- | ----- | ----- |
| Смена-Сатурн     | 1992             | 1    | 0    | 0     | 0     | 0         | 0         | 1     | 0     |
| Смена-Сатурн     | Итого            | 1    | 0    | 0     | 0     | 0         | 0         | 1     | 0     |
| ЦСКА-д           | 1992             | 18   | 1    | 0     | 0     | 0         | 0         | 18    | 1     |
| ЦСКА-д           | 1993             | 16   | 4    | 0     | 0     | 0         | 0         | 16    | 4     |
| ЦСКА-д           | Итого            | 34   | 5    | 0     | 0     | 0         | 0         | 34    | 5     |
| ЦСКА             | 1992             | 1    | 0    | 0     | 0     | 0         | 0         | 1     | 0     |
| ЦСКА             | 1993             | 3    | 1    | 0     | 0     | 0         | 0         | 3     | 1     |
| ЦСКА             | 1994             | 27   | 4    | 3     | 1     | 2         | 1         | 32    | 6     |
| ЦСКА             | 1995             | 27   | 5    | 2     | 0     | 0         | 0         | 29    | 5     |
| ЦСКА             | 1996             | 12   | 4    | 1     | 0     | 0         | 0         | 13    | 4     |
| ЦСКА             | Итого            | 70   | 14   | 6     | 1     | 2         | 1         | 78    | 16    |
| Реал Сарагоса    | 1996/97          | 25   | 2    | 2     | 0     | 0         | 0         | 27    | 2     |
| Реал Сарагоса    | 1997/98          | 24   | 2    | 2     | 0     | 0         | 0         | 26    | 2     |
| Реал Сарагоса    | 1998/99          | 4    | 0    | 0     | 0     | 0         | 0         | 4     | 0     |
| Реал Сарагоса    | 1999/00          | 10   | 1    | 3     | 1     | 0         | 0         | 13    | 2     |
| Реал Сарагоса    | 2000/01          | 0    | 0    | 1     | 0     | 1         | 0         | 2     | 0     |
| Реал Сарагоса    | Итого            | 63   | 5    | 8     | 1     | 1         | 0         | 72    | 6     |
| → Динамо         | 1999             | 22   | 2    | 3     | 0     | 0         | 0         | 25    | 2     |
| → Динамо         | Итого            | 22   | 2    | 3     | 0     | 0         | 0         | 25    | 2     |
| Левски           | 2000/01          | 3    | 1    | 0     | 0     | 0         | 0         | 3     | 1     |
| Левски           | Итого            | 3    | 1    | 0     | 0     | 0         | 0         | 3     | 1     |
| Крылья Советов   | 2001             | 13   | 1    | 2     | 0     | 0         | 0         | 15    | 1     |
| Крылья Советов   | 2002             | 29   | 2    | 2     | 1     | 3         | 1         | 34    | 4     |
| Крылья Советов   | Итого            | 42   | 3    | 4     | 1     | 3         | 1         | 49    | 5     |
| Зенит (СПб)      | 2003             | 21   | 3    | 8     | 4     | 0         | 0         | 29    | 7     |
| Зенит (СПб)      | 2004             | 19   | 3    | 5     | 1     | 5         | 1         | 29    | 5     |
| Зенит (СПб)      | 2005             | 24   | 2    | 4     | 0     | 13        | 0         | 41    | 2     |
| Зенит (СПб)      | 2006             | 27   | 0    | 5     | 1     | 0         | 0         | 32    | 1     |
| Зенит (СПб)      | 2007             | 16   | 1    | 2     | 0     | 6         | 0         | 24    | 1     |
| Зенит (СПб)      | 2008             | 3    | 0    | 1     | 0     | 1         | 0         | 5     | 0     |
| Зенит (СПб)      | Итого            | 111  | 9    | 25    | 6     | 25        | 1         | 161   | 16    |
| Всего за карьеру | Всего за карьеру | 346  | 39   | 46    | 9     | 31        | 3         | 423   | 51    |

### Матчи Радимова за сборную России
| Матчи Радимова за сборную России | Матчи Радимова за сборную России | Матчи Радимова за сборную России | Матчи Радимова за сборную России | Матчи Радимова за сборную России | Матчи Радимова за сборную России | Матчи Радимова за сборную России |
| -------------------------------- | -------------------------------- | -------------------------------- | -------------------------------- | -------------------------------- | -------------------------------- | -------------------------------- |
| №                                | Дата                             | Оппонент                         | Счёт                             | Голы Радимова                    | Соревнование                     |                                  |
| н/о                              | 7 августа 1994                   | Сборная мира                     | 2:1                              | 1                                | Товарищеский матч                |                                  |
| 1                                | 17 августа 1994                  | Австрия                          | 3:0                              | -                                | Товарищеский матч                |                                  |
| 2                                | 16 ноября 1994                   | Шотландия                        | 1:1                              | -                                | Отборочные матчи ЧЕ-1996         |                                  |
| 3                                | 29 марта 1995                    | Шотландия                        | 0:0                              | -                                | Отборочные матчи ЧЕ-1996         |                                  |
| 4                                | 9 февраля 1996                   | Исландия                         | 3:0                              | -                                | Кубок Ротманса                   |                                  |
| 5                                | 11 февраля 1996                  | Словения                         | 3:1                              | -                                | Кубок Ротманса                   |                                  |
| 6                                | 27 марта 1996                    | Ирландия                         | 2:0                              | -                                | Товарищеский матч                |                                  |
| 7                                | 24 апреля 1996                   | Бельгия                          | 0:0                              | -                                | Товарищеский матч                |                                  |
| 8                                | 29 мая 1996                      | ОАЭ                              | 1:0                              | -                                | Товарищеский матч                |                                  |
| 9                                | 2 июня 1996                      | Польша                           | 2:0                              | -                                | Товарищеский матч                |                                  |
| 10                               | 11 июня 1996                     | Италия                           | 1:2                              | -                                | Финальные матчи ЧЕ-1996          |                                  |
| 11                               | 16 июня 1996                     | Германия                         | 0:3                              | -                                | Финальные матчи ЧЕ-1996          |                                  |
| 12                               | 19 июня 1996                     | Чехия                            | 3:3                              | -                                | Финальные матчи ЧЕ-1996          |                                  |
| 13                               | 28 августа 1996                  | Бразилия                         | 2:2                              | 1                                | Товарищеский матч                |                                  |
| 14                               | 1 сентября 1996                  | Кипр                             | 4:0                              | -                                | Отборочные матчи ЧМ-1998         |                                  |
| 15                               | 9 октября 1996                   | Израиль                          | 1:1                              | -                                | Отборочные матчи ЧМ-1998         |                                  |
| 16                               | 10 ноября 1996                   | Люксембург                       | 4:0                              | -                                | Отборочные матчи ЧМ-1998         |                                  |
| 17                               | 30 апреля 1997                   | Люксембург                       | 3:0                              | -                                | Отборочные матчи ЧМ-1998         |                                  |
| 18                               | 8 июня 1997                      | Израиль                          | 2:0                              | 1                                | Отборочные матчи ЧМ-1998         |                                  |
| 19                               | 11 октября 1997                  | Болгария                         | 4:2                              | -                                | Отборочные матчи ЧМ-1998         |                                  |
| 20                               | 29 октября 1997                  | Италия                           | 1:1                              | -                                | Отборочные матчи ЧМ-1998         |                                  |
| 21                               | 15 ноября 1997                   | Италия                           | 0:1                              | -                                | Отборочные матчи ЧМ-1998         |                                  |
| 22                               | 27 мая 1998                      | Польша                           | 1:3                              | -                                | Товарищеский матч                |                                  |
| 23                               | 30 мая 1998                      | Грузия                           | 1:1                              | -                                | Товарищеский матч                |                                  |
| 24                               | 23 сентября 1998                 | Испания                          | 0:1                              | -                                | Товарищеский матч                |                                  |
| 25                               | 10 сентября 2003                 | Швейцария                        | 4:1                              | -                                | Отборочные матчи ЧЕ-2004         |                                  |
| 26                               | 19 ноября 2003                   | Уэльс                            | 1:0                              | -                                | Отборочные матчи ЧЕ-2004         |                                  |
| 27                               | 31 марта 2004                    | Болгария                         | 2:2                              | -                                | Товарищеский матч                |                                  |
| 28                               | 28 апреля 2004                   | Норвегия                         | 2:3                              | 1                                | Товарищеский матч                |                                  |
| 29                               | 25 мая 2004                      | Австрия                          | 0:0                              | -                                | Товарищеский матч                |                                  |
| 30                               | 12 июня 2004                     | Испания                          | 0:1                              | -                                | Финальные матчи ЧЕ-2004          |                                  |
| 31                               | 20 июня 2004                     | Греция                           | 2:1                              | -                                | Финальные матчи ЧЕ-2004          |                                  |
| 32                               | 18 августа 2004                  | Литва                            | 4:3                              | -                                | Товарищеский матч                |                                  |
| 33                               | 16 августа 2006                  | Латвия                           | 1:0                              | -                                | Товарищеский матч                |                                  |

Итого: 34 (33 официальных) матча / 4 (3) гола; 17 (16) побед, 10 ничьих, 7 поражений.

## Статистика в качестве главного тренера
По состоянию на 2 октября 2022 года.
| Клуб    | Начало работы   | Окончание работы | Результаты | Результаты | Результаты | Результаты | Результаты | Результаты | Результаты | Результаты |
| Клуб    | Начало работы   | Окончание работы | И          | В          | Н          | П          | ГЗ         | ГП         | РМ         | В %        |
| ------- | --------------- | ---------------- | ---------- | ---------- | ---------- | ---------- | ---------- | ---------- | ---------- | ---------- |
| Зенит-2 | 1 июля 2013     | 13 июня 2017     | 138        | 51         | 40         | 47         | 226        | 191        | +35        | 36.96      |
| Зенит-2 | 5 сентября 2018 | 3 октября 2022   | 117        | 48         | 27         | 42         | 183        | 158        | +25        | 41.03      |
| Всего   | Всего           | Всего            | 255        | 99         | 67         | 89         | 409        | 349        | +60        | 38.82      |

## Личная жизнь
Присутствовал на первых трёх матчах, когда «Зенит» завоёвывал чемпионство СССР и России. В 1984 году в Ленинграде в СКК им В. И. Ленина был обыгран «Металлист» Харьков со счётом 4:1 (присутствовал в качестве зрителя), на стадионе «Сатурн» в 2007 году был обыгран подмосковный «Сатурн» со счётом 1:0 (находился в запасе команды и стал чемпионом России), в 2010 на стадионе «Петровский» «Зенит» разгромил «Ростов» со счётом 5:0 и в третий раз стал чемпионом страны. Радимов присутствовал в качестве начальника команды.
Два лучших друга Владислава Радимова — его партнёры по ЦСКА Дмитрий Хохлов и Сергей Семак. Совместно с Хохловым владелец хостинговой компании.
Первая жена — Лора (ум. 2017), которая ушла к Радимову от его одноклубника Евгения Бушманова, дочь Александра.
Вторая (фактическая) жена — тележурналистка Юлия Изотова.
Третья жена — певица Татьяна Буланова (род. 1969). Познакомились во время интервью, которое Буланова брала для одной из спортивных газет Санкт-Петербурга в рамках акции «Звезда со звездою говорит» 21 июля 2004 года. Свадьба состоялась 18 октября 2005 года, накануне матча группового турнира Кубка УЕФА «Зенита» с португальской «Виторией». 8 марта 2007 года у них родился сын Никита. В декабре 2016 года Буланова и Радимов развелись.
В мае 2024 года стало известно, что Радимов женится в третий раз — на Анастасии Кулешовой. По заявлению Радимова, он выбрал тренировать медиафутбольную команду «Чисто Питер», чтобы остаться в Санкт-Петербурге, вместо контракта с «Волгарем». Свадьба состоялась в июле.
В 2009 году сыграл самого себя в эпизоде телесериала «Папины дочки» в 133-й серии.
В 2019 году сыграл в эпизодической роли американского фильма «До скорой встречи» (США).
Из других видов спорта предпочитает гандбол.

## Высказывания
Известна его фраза о контрольно-дисциплинарном комитете (КДК) РФС: «В КДК сидят дебилы». Эту фразу Радимов произнёс после того, как получил пятиматчевую дисквалификацию за нецензурную брань в адрес рефери.

## Прозвище
Радимов получил от болельщиков «Зенита» прозвище-аббревиатуру ВНК, расшифровывается «Влад — наш капитан».